# Zsasskovszky Ferenc
Zsasskovszky Ferenc (Alsókubin, 1819. április 3. – Eger, 1887. december 1.) karnagy és zenetanár, Zsasskovszky Endre bátyja.

## Élete
Már hét-nyolcéves korában oly jól orgonált, hogy atyját helyettesíthette. Gimnáziumi tanulmányait Rózsahegyen, Vácon, Kassán végezte jórészt önerejéből, orgonistáskodással tartva fenn magát. 1840-ben Prágába ment, ahol a hírneves Pitschtől alapos zenei kiképzést nyert. 1846-ban választották meg Egerben székesegyházi karnagynak és ettől kezdve negyven éven keresztül itt működött és öccsével együtt nagy érdemeket szerzett magának a katolikus egyházi zene színvonalának emelése által. Énekkiadványai az egész országban elterjedtek és liturgikus énekeskönyvét (Manuale) Német- és Csehországban, katolikus egyházi énektárát Németországban utánozták is.

## Munkái
- Manuale musico-liturgicum (Karénekes kézikönyv). Eger, 1853 Online
- Katholikus egyházi énektár (szerkesztették Tárkányi Béla, Zsasskovszky Ferenc és Zsasskovszky Endre) Eger, 1854 (2. k. 1864. 3. k. 1900)
- Nászzengemény.... Máriássy Gábor úrnak első szent áldozata buszonötödik évnapjára. Eger, 1855
- Cantica sacra. Eger; 1859 (ez, valamint a többi következő munka Zs. Ferencz és Endre neve alatt jelent meg)
- Énekkönyv. Eger, 1859 (számos kiadást ért, 1906. jelent meg a 10.).
- Egri énekkáté, vagyis az ének elemei kérdések és feleletekben. Eger, 1860. (számos kiadást ért, 1903-ban jelent meg a 13.)
- Karénekes kézikönyv (a Manuale magyar kiadása) Eger, év n. (2. k. 1876)
- Szent koszorú imák és énekekből fűzve Eger, év n. (1903. jelent meg a 8. kiadása)
- Orgonaiskola, Eger, 1865
- Egri dalnok (négy füzet, az ötödik később). Eger. 1869 (az egyes füzetek külön-külön több kiadást értek)
- Kis lantos (4 füzet). Eger, év n. (az egyes füzetek külön-külön több kiadást értek)
- Harmonia: 1. füzet. Eger, 1870. II. füzet 1880
- Palesztrina. Eger, 1876
- Egyházi ének a pápáért. Eger, 1877 (csak Zs. Ferencz neve alatt)
- A gyakorlati orgonász. Eger, 1880
- Temetőkönyv (Funebrale). Eger, 1880